# 川合徳孟
川合 徳孟（かわい とくも、2007年3月3日 - ) は、静岡県浜松市出身のサッカー選手。ポジションはMF（ミッドフィルダー）。ジュビロ磐田に所属。
ジュビロ磐田のクラブ史上最年少公式戦出場者。

## 来歴

### ユース時代
2019年、ジュビロ磐田U15に加入。
2022年、ジュビロ磐田U18に昇格。
2023年3月10日、舩橋京汰、齋藤貫太、伊藤稜介らとともにトップチームに2種登録される。
4月19日に行われた ルヴァンカップグループステージ第4節(横浜FM戦)に後半から出場。16歳1ヶ月16日で出場し、MF山本康裕（16歳10ヶ月25日）が持つクラブ最年少出場記録を更新した。

### プロ時代
2025年、トップチームに昇格。3月26日に行われたルヴァンカップのFC大阪戦でプロ初ゴールを記録。4月20日に行われたJ2リーグ第10節のブラウブリッツ秋田戦でリーグ戦初ゴールを決めた。

## 人物
- ユース時代の背番号は17番（2022年シーズンは30番）、トップチーム(2種登録)では48番をつけていた。

## 所属クラブ
- 聖隷JFC
- ジュビロ磐田U15
- ジュビロ磐田U18（磐田西高等学校在学中）
  - 2023年 - 2024年 ジュビロ磐田（2種登録）
- 2025年 -  ジュビロ磐田

## 個人成績
| 国内大会個人成績 | 国内大会個人成績 | 国内大会個人成績 | 国内大会個人成績 | 国内大会個人成績 | 国内大会個人成績 | 国内大会個人成績 | 国内大会個人成績 | 国内大会個人成績 | 国内大会個人成績 | 国内大会個人成績 | 国内大会個人成績 |
| 年度             | クラブ           | 背番号           | リーグ           | リーグ戦         | リーグ戦         | リーグ杯         | リーグ杯         | オープン杯       | オープン杯       | 期間通算         | 期間通算         |
| 年度             | クラブ           | 背番号           | リーグ           | 出場             | 得点             | 出場             | 得点             | 出場             | 得点             | 出場             | 得点             |
| 日本             | 日本             | 日本             | 日本             | リーグ戦         | リーグ戦         | リーグ杯         | リーグ杯         | 天皇杯           | 天皇杯           | 期間通算         | 期間通算         |
| ---------------- | ---------------- | ---------------- | ---------------- | ---------------- | ---------------- | ---------------- | ---------------- | ---------------- | ---------------- | ---------------- | ---------------- |
| 2023             | 磐田             | 48               | J2               | 0                | 0                | 1                | 0                | 0                | 0                | 1                | 0                |
| 2025             | 磐田             | 33               | J2               |                  |                  |                  |                  |                  |                  |                  |                  |
| 通算             | 日本             | 日本             | J2               | 0                | 0                | 1                | 0                | 0                | 0                | 1                | 0                |
| 総通算           | 総通算           | 総通算           | 総通算           | 0                | 0                | 1                | 0                | 0                | 0                | 1                | 0                |

- 2024年、2種登録選手としての出場はなし

出場歴
- 公式戦初出場 - 2023年4月19日 JリーグYBCルヴァンカップ グループステージ第4節 横浜F・マリノス戦 (ヤマハスタジアム)
- Jリーグ初出場 - 2025年4月5日 J2第8節 モンテディオ山形戦 (NDソフトスタジアム山形)
- 公式戦初得点 - 2025年3月26日 JリーグYBCルヴァンカップ1stラウンド1回戦 FC大阪戦 (東大阪市花園ラグビー場)
- Jリーグ初得点 - 2025年4月20日 J2第10節 ブラウブリッツ秋田戦 (ソユースタジアム)

## 代表歴
- 2022年 U16日本代表
- 2022年 U15日本代表候補
- 2023年 U17日本代表